# Даф Дрок
Давід "Даф" Дрок (нід. David "Daaf" Drok, 23 травня 1914, Роттердам — 7 березня 2002) — нідерландський футболіст, що грав на позиції нападника, зокрема, за клуб «Андерлехт», а також національну збірну Нідерландів.

## Клубна кар'єра
У футболі дебютував 1932 року виступами за команду «Роттердам», в якій провів вісім сезонів. 
Своєю грою за цю команду привернув увагу представників тренерського штабу клубу «Спарта», до складу якої приєднався 1939 року. Відіграв за команду з Роттердама наступні п'ять сезонів своєї ігрової кар'єри.
Завершив професійну ігрову кар'єру у клубі «Роттердам», до складу якого повернувся 1944 року.
| Дата       | Місто     | Господарі  | Результат | Гості      | Турнір           | Голи | Примітки |
| ---------- | --------- | ---------- | --------- | ---------- | ---------------- | ---- | -------- |
| 17.02.1935 | Амстердам | Нідерланди | 2 – 3     | Німеччина  | товариський матч | -    | 41'      |
| 12.05.1935 | Брюссель  | Бельгія    | 0 – 2     | Нідерланди | товариський матч | -    | 42'      |
| 18.05.1935 | Амстердам | Нідерланди | 0 – 1     | Англія     | товариський матч | -    |          |
| 08.12.1935 | Дублін    | Ірландія   | 3 – 5     | Нідерланди | товариський матч | 1    | 67'      |
| 12.01.1936 | Париж     | Франція    | 1 – 6     | Нідерланди | товариський матч | 1    | 84'      |
| 29.03.1936 | Амстердам | Нідерланди | 8 – 0     | Бельгія    | товариський матч | 1    | 1'       |
| 03.05.1936 | Брюссель  | Бельгія    | 1 – 1     | Нідерланди | товариський матч | -    |          |
| 31.03.1940 | Роттердам | Нідерланди | 4 – 5     | Люксембург | товариський матч | 1    | 68'      |
| Усього     |           | Матчів     | 8         |            | Голів            | 4    |          |

Помер 7 березня 2002 року на 88-му році життя.